# Bill Clinton
William Jefferson Clinton (tên khai sinh: William Jefferson Blythe III, sinh ngày 19 tháng 8 năm 1946), thường được biết tới với tên Bill Clinton là Tổng thống thứ 42 của Hoa Kỳ từ năm 1993 đến năm 2001. Trước khi vào Nhà Trắng, Clinton đã phục vụ hai nhiệm kỳ thống đốc tiểu bang Arkansas.
Clinton được xem là thuộc cánh Tân Dân chủ có khuynh hướng trung dung trong Đảng Dân chủ. Có nhiều nhãn hiệu được gán cho ông như "ôn hòa" hoặc "trung dung", nhưng chính xác hơn, có lẽ ông nên được xem là người của quần chúng (populist). Suốt trong nhiệm kỳ của mình, ưu tiên hàng đầu của Tổng thống trong các vấn đề trong nước là thúc đẩy thông qua các đạo luật nâng cấp giáo dục, hạn chế bán súng ngắn, củng cố các quy định về môi trường và bảo vệ việc làm cho các cá nhân cần nghỉ hộ sản hoặc nghỉ bệnh. Trên trường quốc tế, ông thiết lập ưu tiên cho nỗ lực giảm thiểu hàng rào mậu dịch giữa các quốc gia, và làm trung gian hòa giải cho các cuộc tranh chấp tại Bắc Ireland và Trung Đông (giữa Israel và Palestine). Nhằm tìm kiếm sự ủng hộ từ giới bảo thủ, Clinton đưa vào danh mục các ưu tiên cuộc chiến chống ma tuý và án tử hình. Năm 1996, chính phủ Clinton một mình phủ quyết việc tái bổ nhiệm tổng thư ký Liên hiệp quốc Boutros Boutros-Ghali.
Là Tổng thống trẻ tuổi thứ ba trong lịch sử Hoa Kỳ và là người đầu tiên thuộc thế hệ Baby Boomer (sinh trong thời gian 1946–1964), nhiệm kỳ Tổng thống của Clinton đánh dấu sự chuyển giao quyền lực từ thế hệ các Tổng thống tiền nhiệm là cựu binh Chiến tranh thế giới thứ hai, và là những người chứng kiến sự khởi đầu của cuộc Chiến tranh Lạnh trong thập niên 1950.
Nhiệm kỳ của Clinton cũng được đánh dấu bởi mối quan hệ thù địch với Đảng Cộng hòa đang kiểm soát Quốc hội. Ông cũng là mục tiêu của một loạt các cuộc điều tra tiến hành bởi công tố viên độc lập được bổ nhiệm bởi quốc hội, như vụ Whitewater, khi một vài phụ tá của ông bị truy tố về những tội danh mà gia đình Clinton không dính líu, Clinton cũng được tuyên bố vô tội trong vụ tai tiếng Whitewater. Ông là người thứ hai trong số các Tổng thống Hoa Kỳ bị đem ra luận tội về các tội danh man khai và ngăn cản công lý trước một đại bồi thẩm đoàn do cung cách hành xử của ông trong mối quan hệ tình cảm với Monica Lewinsky. Vụ bê bối về tình cảm này của ông đã bị Kenneth Starr – một công tố viên độc lập phanh phui, nhưng cuối cùng ông được tha bổng bởi Thượng viện.
Một trong những đặc điểm nổi trội nhất trong giai đoạn cầm quyền của Clinton là thời kỳ bùng nổ kinh tế lâu dài nhất trong lịch sử Hoa Kỳ, có lẽ được cấu thành bởi các nhân tố như cơn sốt tăng giá tại thị trường chứng khoán, chiến dịch gìn giữ hòa bình của NATO trong cuộc chiến Kosovo, và sự chuyển đổi ngoạn mục từ mức thâm hụt ngân sách khoảng 250 tỷ đô la vào lúc bắt đầu nhiệm kỳ Tổng thống, trở nên thặng dư ngân sách vào khoảng 523 tỷ vào cuối nhiệm kỳ của ông.

## Thời thơ ấu

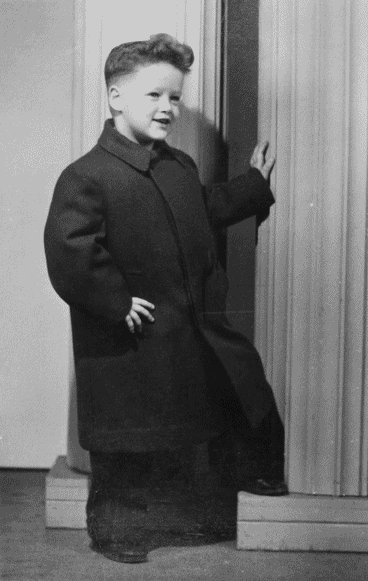
Bill Clinton khi còn là một cậu bé.

Clinton chào đời với tên William Jefferson Blythe III tại Hope, tiểu bang Arkansas  và lớn lên tại Hot Spring, Arkansas. Clinton được đặt tên theo tên cha, William Jefferson Blythe Jr., một người chào hàng lưu động, qua đời trong một tai nạn xe hơi tại hạt Scott, tiểu bang Missouri, ba tháng trước khi con trai của ông chào đời. Mẹ ông, Virginia Dell Cassidy, tái hôn vào năm 1950 với Roger Clinton. Billy được nuôi dưỡng bởi mẹ và cha kế, sử dụng họ Clinton cho mình suốt những năm tiểu học, nhưng không chịu chính thức đổi họ cho đến năm 14 tuổi. Cậu bé lớn lên trong một gia đình truyền thống, nhưng cha kế của cậu, nghiện cả rượu và cờ bạc, thường ngược đãi mẹ cậu, và đôi khi, cả người em cùng mẹ khác cha với cậu, Roger Clinton, Jr..
Năm 1963, xảy ra hai sự kiện khiến Clinton quyết định trở thành người của công chúng. Đó là khi cậu được chọn vào đoàn học sinh trung học đến thăm Nhà Trắng và gặp Tổng thống John F. Kennedy. Sự kiện thứ hai là khi cậu nghe bài diễn văn "Tôi có một giấc mơ" của Martin Luther King, Jr. đọc trong cuộc Tuần hành vì Tự do và Việc làm tại Washington, D.C..

## Tiểu bang Arkansas
Clinton theo học tại trường ngoại giao Edmund A. Walsh thuộc Đại học Georgetown tại Washington, D.C., tại đây Clinton làm việc cho thượng nghị sĩ J. William Fulbright, rồi giành được học bổng Rhodes để theo học tại Đại học Oxford. Trở về từ Oxford, Clinton đến học tại trường luật thuộc Đại học Yale, nơi ông gặp người bạn cùng lớp và sau này là vợ của ông, Hillary Rodham.
Sau khi tốt nghiệp từ Yale, Clinton về dạy môn luật tại Đại học Arkansas. Trong thời gian này, ông ra tranh cử dân biểu năm 1974, đối đầu với John Paul Hammerschmidt, một dân biểu đương nhiệm, và thất cử. Năm 1976, ông được bầu làm bộ trưởng tư pháp tiểu bang Arkansas; hai năm sau, năm 1978, ông đắc cử thống đốc tiểu bang Arkansas, trở thành thống đốc tiểu bang trẻ tuổi nhất vào lúc ấy, và là người trẻ tuổi nhất từng được bầu vào chức vụ thống đốc kể từ năm 1938. Nhiệm kỳ đầu của ông sa lầy trong nhiều khó khăn như kế hoạch thuế đánh trên xe hơi rất mất lòng dân, và sự phẫn nộ của công luận về vụ đào thoát vào năm 1980 của các tù nhân Cuba (là các thuyền nhân đến nước Mỹ trong đợt Mariel boatlift) bị giam giữ tại nhà tù Fort Chafee. Thêm vào đó, quyết định của Hillary Rodham duy trì họ của bà khi đang là Phu nhân Thống đốc một bang có truyền thống bảo thủ như Arkansas đã gây ra nhiều bực tức ở đây. Cuối cùng, Hillary cũng chấp nhận họ của chồng và vai trò truyền thống làm vợ của một chính trị gia, trong khi lặng lẽ gây dựng cho mình sức mạnh chính trị qua kỹ năng của một luật sư.

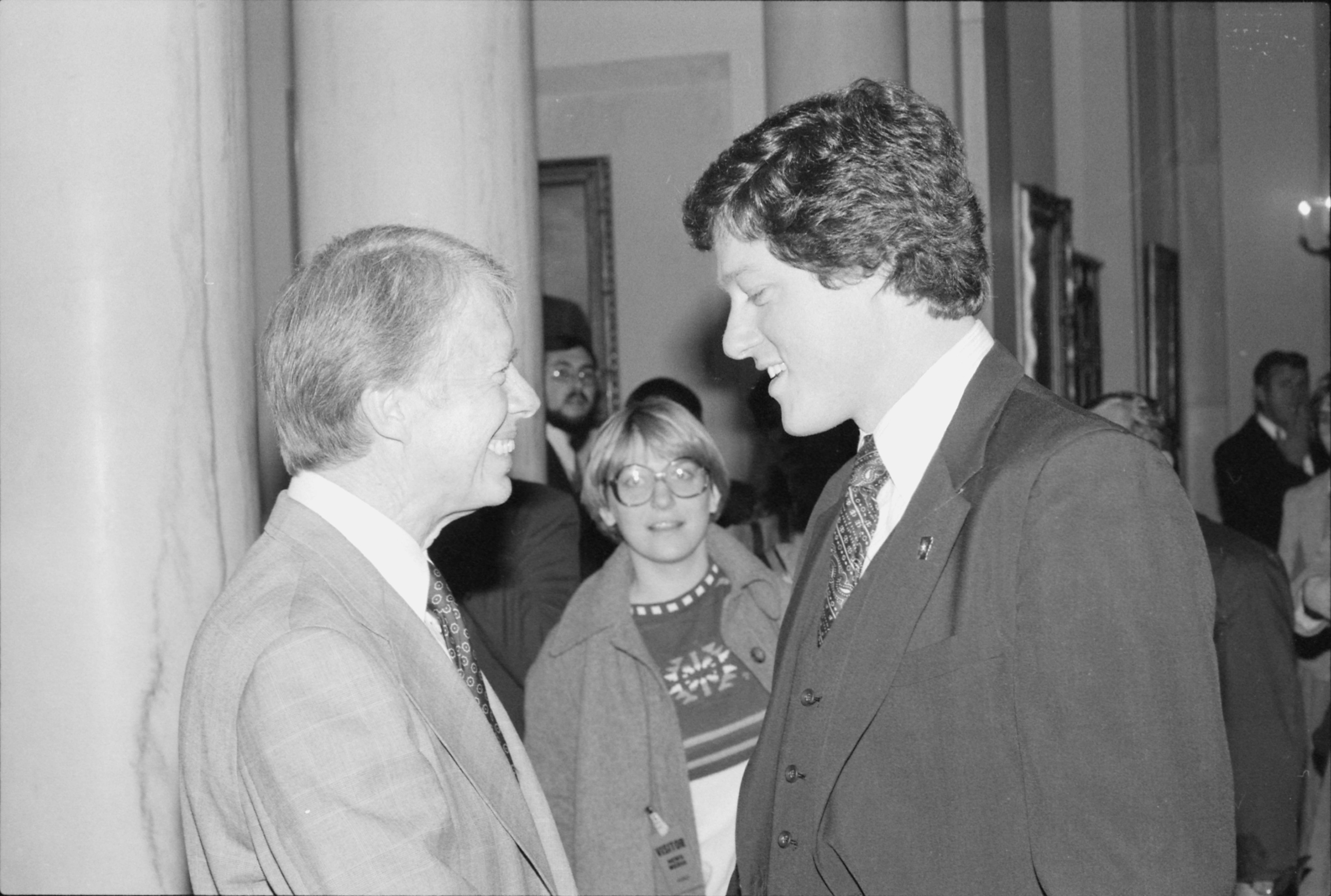
Bill Clinton gặp Tổng thống Jimmy Carter năm 1978

Hết nhiệm kỳ đầu, Clinton bị đánh bại bởi một đối thủ thuộc Đảng Cộng hòa, Frank D. White, vào năm 1980; và theo cách nói đùa của ông, trở thành cựu thống đốc trẻ tuổi nhất trong lịch sử Hoa Kỳ. Trong kỳ tuyển cử kế tiếp vào năm 1982, ông đắc cử và đảm nhiệm chức vụ thống đốc trong bốn nhiệm kỳ liên tiếp cho đến năm 1992, khi ông trở thành ông chủ Nhà Trắng. Năm 1984, Clinton đã gặt hái thành công khi cố tu chính để thay đổi nhiệm kỳ thống đốc từ 2 năm trở thành 4 năm.
Thái độ thân thiện với giới doanh nghiệp làm giảm thiểu các chỉ trích từ phe bảo thủ trong suốt nhiệm kỳ này của Clinton, nhưng một vài giao dịch của ông trong giai đoạn này dẫn đến cuộc điều tra Whitewater, theo đuổi ông trong suốt nhiệm kỳ Tổng thống sau này.

## Tổng thống Hoa Kỳ
Clinton xuất hiện lần đầu trên sân khấu chính trị quốc gia khi đăng đàn diễn thuyết tại đại hội Đảng Dân chủ năm 1988, giới thiệu ứng cử viên Michael Dukakis. Bài diễn văn là một thất bại thảm hại khi ông nói dông dài đến nửa giờ thay vì giới hạn trong 15 phút cho phép.
Bốn năm sau, Clinton chuẩn bị tranh cử chống lại Tổng thống đương nhiệm George H. W. Bush. Sau cuộc Chiến tranh Vùng Vịnh, Bush được xem như bất khả chiến bại. Đặt mình vào vị trí của một người đơn độc thích nói thẳng, Clinton khéo léo giành được sự đề cử của Đảng Dân chủ.
Ngày 9 tháng 7 năm 1992, Clinton chọn thượng nghị sĩ Albert A. Gore, Jr. (Dân chủ – Tennessee) là người đứng cùng liên danh với mình. Lúc đầu, sự chọn lựa này bị chỉ trích bởi nhiều nhà chiến lược với lý do Gore đến từ tiểu bang Tennessee kề cận với tiểu bang quê hương của Clinton. Nay nhìn lại, nhiều người nhận thấy Gore là nhân tố hữu dụng dẫn đến sự thành công của chiến dịch tranh cử năm 1992.
Trong suốt chiến dịch, các đối thủ của Clinton nêu lên nhiều điểm yếu của ông như việc trốn quân dịch trong Chiến tranh Việt Nam, cung cách ông giải thích về việc sử dụng cần sa trước đây, theo lời miêu tả của ông, "hút nhưng không hít", cùng với những cáo buộc về tính trăng hoa và một số giao dịch mờ ám. Dù những cáo buộc này không ngăn được Clinton bước chân vào Nhà Trắng, chúng đã khuấy động được sự chống đối mạnh mẽ từ những người bảo thủ ngay từ những ngày đầu tiên của nhiệm kỳ Tổng thống.
Nhờ chọn lựa chiến lược thích hợp cho chiến dịch tranh cử, tập chú vào các vấn đề trong nước, đặc biệt là tình trạng suy thoái kinh tế trong giai đoạn ngay trước cuộc tuyển cử năm 1992, Clinton trở thành người chiến thắng với 42,9% số phiếu bầu; George H. W. Bush giành được 37,4%, và ứng cử viên độc lập H. Ross Perot được 18,9%.

### Nhiệm kỳ đầu (1993–1997)
Bài phát biểu nhậm chức, 20 tháng 1 năm 1993.

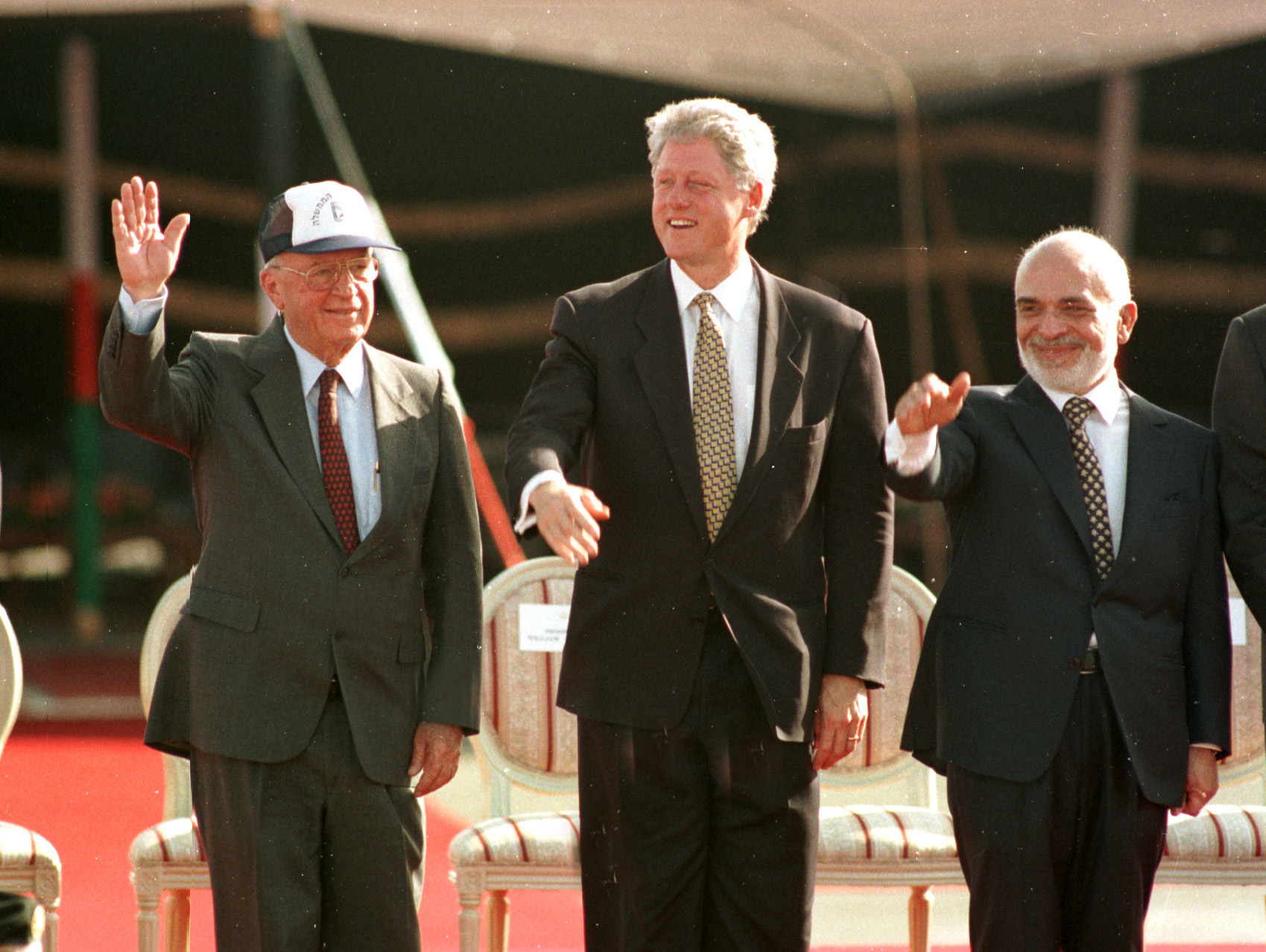
Clinton trong lễ ký kết hiệp ước hòa bình Israel–Jordan, với Thủ tướng Israel Yitzhak Rabin (trái) và Vua Jordan Hussein (phải)

Sau chuyển đổi tổng thống của ông, Clinton là nhậm chức với tư cách là tổng thống thứ 42 của Hoa Kỳ vào ngày 20 tháng 1 năm 1993. Clinton đã kiệt sức về thể chất vào thời điểm đó, và có một đội ngũ nhân viên thiếu kinh nghiệm. Mức độ ủng hộ cao của công chúng đối với ông đã giảm sút trong vài tuần đầu tiên do ông mắc một loạt sai lầm. Lựa chọn đầu tiên của ông cho vị trí tổng chưởng lý đã không trả thuế cho người trông trẻ và buộc phải rút lui. Người được bổ nhiệm thứ hai cũng rút lui vì lý do tương tự. Clinton đã nhiều lần hứa sẽ khuyến khích những người đồng tính tham gia nghĩa vụ quân sự, bất chấp những gì ông biết là sự phản đối mạnh mẽ của giới lãnh đạo quân đội. Dù sao thì anh ta cũng đã cố gắng và bị các tướng lĩnh hàng đầu phản đối công khai, đồng thời bị Quốc hội buộc phải đưa ra quan điểm thỏa hiệp là "Không hỏi, không nói", theo đó những người đồng tính nam có thể phục vụ nếu và chỉ khi họ giữ bí mật. Ông đã nghĩ ra gói kích thích trị giá 16 tỷ USD chủ yếu để hỗ trợ các chương trình nội thành mà những người theo chủ nghĩa tự do mong muốn, nhưng nó đã bị đảng Cộng hòa đánh bại tại Thượng viện. Sự tín nhiệm của dân chúng đối với Clinton ở mốc 100 ngày trong nhiệm kỳ của ông là thấp nhất so với bất kỳ tổng thống nào vào thời điểm đó.
Dư luận đã ủng hộ một chương trình tự do, và Clinton đã ký Đạo luật nghỉ phép vì lý do gia đình và y tế năm 1993, yêu cầu các chủ sử dụng lao động lớn cho phép nhân viên nghỉ phép không lương vì mang thai hoặc vì tình trạng bệnh lý nghiêm trọng. Hành động này nhận được sự ủng hộ của lưỡng đảng, và đã được dân chúng ủng hộ.
Hai ngày sau khi nhậm chức, vào ngày 22 tháng 1 năm 1993—kỷ niệm 20 năm phán quyết của Tòa án Tối cao Hoa Kỳ trong vụ Roe v. Wade—Clinton đã đảo ngược các hạn chế đối với các chương trình kế hoạch hóa gia đình trong nước và quốc tế nhằm đã được Reagan và Bush áp đặt. Clinton nói rằng việc phá thai phải được giữ "an toàn, hợp pháp và hiếm có" —một khẩu hiệu đã được nhà khoa học chính trị Samuel L. Popkin đề xuất và được Clinton sử dụng lần đầu tiên vào tháng 12 năm 1991, khi đang vận động tranh cử. Trong 8 năm dưới thời chính quyền Clinton, tỷ lệ phá thai đã giảm 18%.
Vào ngày 15 tháng 2 năm 1993, Clinton có bài phát biểu đầu tiên trước quốc dân, thông báo kế hoạch tăng thuế để giải quyết thâm hụt ngân sách. Hai ngày sau, trong bài phát biểu được truyền hình toàn quốc trước phiên họp chung của Quốc hội, Clinton đã công bố kế hoạch kinh tế của mình. Kế hoạch này tập trung vào việc giảm thâm hụt thay vì cắt giảm thuế cho tầng lớp trung lưu, vốn là mục tiêu cao trong chương trình nghị sự tranh cử của ông. Clinton's advisers pressured him to raise taxes, based on the theory that a smaller federal budget deficit would reduce bond interest rates.
Tổng chưởng lý của Tổng thống Clinton Janet Reno đã ủy quyền cho FBI sử dụng xe bọc thép để triển khai hơi cay vào các tòa nhà của cộng đồng Branch Davidian gần Waco, Texas, với hy vọng chấm dứt cuộc bao vây 51 ngày. Trong quá trình hoạt động vào ngày 19 tháng 4 năm 1993, các tòa nhà bốc cháy và 75 cư dân thiệt mạng, trong đó có 24 trẻ em. Cuộc đột kích ban đầu đã được chính quyền Bush lên kế hoạch; Clinton đã không đóng vai trò gì.
Vào tháng 8, Clinton đã ký Đạo luật hòa giải ngân sách Omnibus năm 1993, được Quốc hội thông qua mà không có phiếu bầu của Đảng Cộng hòa. Nó cắt giảm thuế cho 15 gia đình có thu nhập thấp, thực hiện cắt giảm thuế cho 90 % doanh nghiệp nhỏ, and raised taxes on the wealthiest 1.2 percent of taxpayers. Additionally, it mandated that the budget be balanced over many years through the implementation of spending restraints.

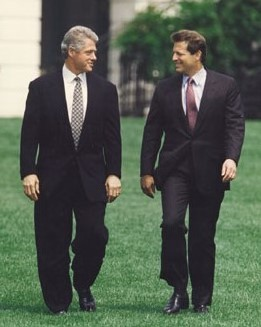
Clinton và Phó Tổng thống Al Gore ở bãi cỏ phía Nam, ngày 10 tháng 8 năm 1993

Vào ngày 22 tháng 9 năm 1993, Clinton có bài phát biểu quan trọng trước Quốc hội về kế hoạch cải cách chăm sóc sức khỏe; chương trình nhằm đạt được mức độ bao phủ toàn dân thông qua kế hoạch chăm sóc sức khỏe quốc gia. Đây là một trong những mục nổi bật nhất trong chương trình nghị sự lập pháp của Clinton và là kết quả của một lực lượng đặc nhiệm do Hillary Clinton đứng đầu. Kế hoạch này đã được đón nhận nồng nhiệt trong giới chính trị, nhưng cuối cùng nó đã thất bại trước sự phản đối vận động hành lang được tổ chức tốt từ những người bảo thủ, Hiệp hội Y khoa Hoa Kỳ và ngành bảo hiểm y tế. Tuy nhiên, người viết tiểu sử Clinton John F. Harris cho biết chương trình này thất bại vì thiếu sự phối hợp trong Nhà Trắng. Bất chấp đa số đảng Dân chủ trong Quốc hội, nỗ lực tạo ra một chính quyền quốc gia Hệ thống chăm sóc sức khỏe cuối cùng đã chết khi luật thỏa hiệp của George J. Mitchell không giành được đa số ủng hộ vào tháng 8 năm 1994. Sự thất bại của dự luật là thất bại lập pháp lớn đầu tiên của chính quyền Clinton.
On November 30, 1993, Clinton signed into law the Brady Bill, which mandated federal background checks on people who purchase firearms in the United States. The law also imposed a five-day waiting period on purchases, until the NICS system was implemented in 1998. He also expanded the Earned Income Tax Credit, a subsidy for low-income workers.
Vào tháng 12 cùng năm, những cáo buộc của quân đội bang Arkansas Larry Patterson và Roger Perry lần đầu tiên được báo cáo bởi David Brock trong The American Spectator. Trong vụ việc sau này được gọi là "Troopergate", các sĩ quan cáo buộc rằng họ đã sắp xếp các mối quan hệ tình dục cho Clinton khi ông còn là thống đốc bang Arkansas. Câu chuyện đề cập đến một người phụ nữ tên  Paula , ám chỉ đến Paula Jones. Brock sau đó đã xin lỗi Clinton, nói rằng bài báo có động cơ chính trị là "báo chí tồi" và "những người lính tham lam và có động cơ nhếch nhác".

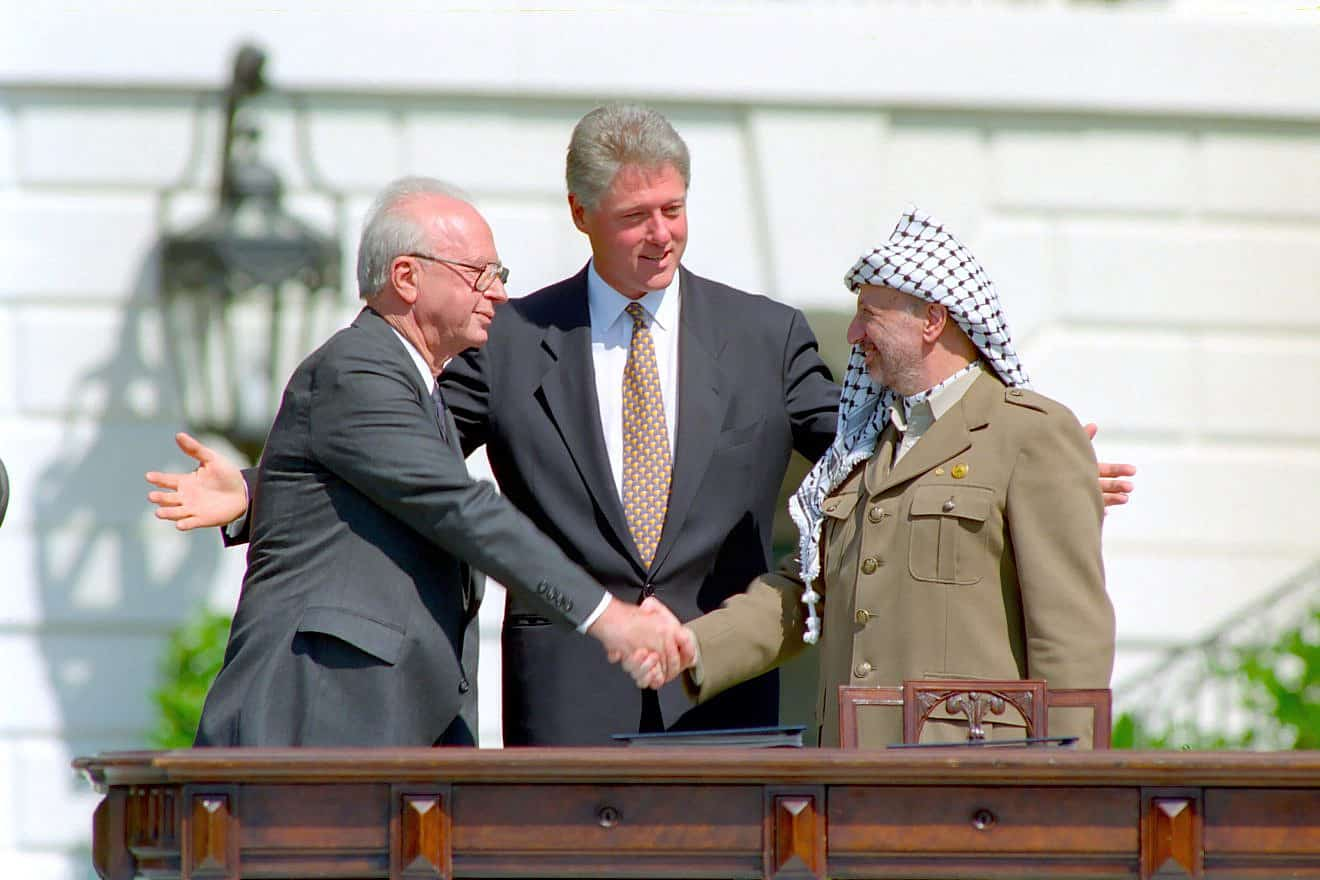
Yitzhak Rabin, Clinton và Yasser Arafat trong buổi kí két Hiệp ước hòa bình Oslo vào ngày 13 tháng 9 năm 1993

Tháng đó, Clinton thực hiện chỉ thị của Bộ Quốc phòng có tên "Không hỏi, không nói", cho phép những người đồng tính nam và nữ phục vụ trong lực lượng vũ trang với điều kiện họ giữ bí mật về sở thích tình dục của mình. Đạo luật cấm quân đội hỏi về xu hướng tình dục của một cá nhân. Chính sách này được phát triển như một sự thỏa hiệp sau khi đề xuất của Clinton cho phép người đồng tính công khai phục vụ trong quân đội gặp phải sự phản đối quyết liệt từ các đảng viên Đảng Cộng hòa và Dân chủ nổi tiếng trong Quốc hội, bao gồm các thượng nghị sĩ John McCain (R-AZ) và Sam Nunn ( D-GA). Theo David Mixner, sự ủng hộ của Clinton đối với thỏa hiệp đã dẫn đến tranh chấp nảy lửa với Phó Tổng thống Al Gore, người cảm thấy rằng "Tổng thống nên dỡ bỏ lệnh cấm ... mặc dù [lệnh hành pháp của ông ấy] chắc chắn sẽ bị hủy bỏ." bị Quốc hội bác bỏ". Một số người ủng hộ quyền của người đồng tính chỉ trích Clinton chưa đi đủ xa và cáo buộc ông đã thực hiện lời hứa khi tranh cử là sẽ nhận được phiếu bầu và đóng góp. Quan điểm của họ là Clinton lẽ ra phải hợp nhất quân đội theo lệnh hành pháp, lưu ý rằng Tổng thống Harry S. Truman đã sử dụng lệnh hành pháp để phân biệt chủng tộc trong các lực lượng vũ trang. Những người bảo vệ Clinton lập luận rằng một mệnh lệnh hành pháp có thể đã khiến Thượng viện đưa ra quy định loại trừ người đồng tính vào luật, có khả năng khiến việc hòa nhập quân đội trong tương lai trở nên khó khăn hơn. Sau này trong nhiệm kỳ tổng thống của ông, năm 1999 Clinton chỉ trích cách thực hiện chính sách này, nói rằng ông không nghĩ bất kỳ người nghiêm túc nào có thể nói rằng nó không "lạc lõng". Chính sách này vẫn còn gây tranh cãi và cuối cùng đã được bãi bỏ năm 2011, loại bỏ xu hướng tình dục cởi mở như một lý do để sa thải khỏi lực lượng vũ trang.

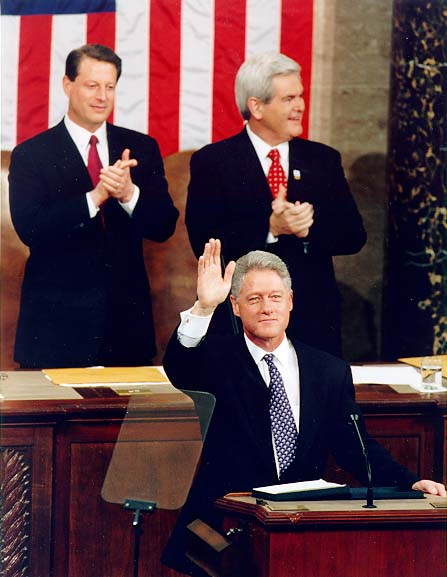
Bill Clinton đọc Thông điệp Liên bang năm 1997, phía sau là Al Gore và Newt Gingrich

Kể từ Franklin D. Roosevelt, Clinton là Tổng thống đầu tiên thuộc Đảng Dân chủ phục vụ đủ hai nhiệm kỳ, mặc dù ông cũng là Tổng thống đầu tiên kể từ John F. Kennedy không giành được đa số phiếu phổ thông, vì bị chia phiếu bởi ứng cử viên đảng thứ ba. Chiến thắng của Clinton chấm dứt thời kỳ thống trị của Đảng Cộng hòa nắm giữ chức vụ Tổng thống trong 12 năm liên tiếp, và trong suốt 20 năm trong số 24 năm trước đó. Chiến thắng này cũng trao quyền kiểm soát cho Đảng Dân chủ tại các nhánh của Chính phủ liên bang, bao gồm hai viện quốc hội và chức vụ Tổng thống, lần đầu tiên kể từ chính phủ của Tổng thống Dân chủ sau cùng, Jimmy Carter.
Đề án quan trọng nhất trong nghị trình lập pháp của Clinton là kế hoạch cải cách hệ thống chăm sóc sức khỏe, thực hiện bởi Hillary Clinton, nhắm vào mục đích thiết lập một hệ thống chăm sóc sức khoẻ cho toàn dân. Dù được chào đón vào lúc đầu, cuối cùng kế hoạch này bị sụp đổ khi gặp sự chống đối có tổ chức từ những người bảo thủ và từ ngành công nghiệp bảo hiểm; họ thuyết phục người dân Mỹ hãy đọc kỹ từng chi tiết của kế hoạch. Đây là thất bại quan trọng đầu tiên của chính phủ Clinton.
Sau hai năm cầm quyền dưới sự lãnh đạo của Clinton, Đảng Dân chủ thất bại thảm hại trong cuộc bầu cử giữa nhiệm kỳ năm 1994. Họ mất quyền kiểm soát tại hai viện quốc hội lần đầu tiên trong suốt 40 năm, phần lớn là do những dự luật đang bị cầm giữ tại quốc hội như việc không thể xây dựng một hệ thống chăm sóc sức khỏe phổ thông trong khuôn khổ của kế hoạch được thiết lập bởi Đệ Nhất Phu nhân Hillary Rodham Clinton.
Sau cuộc tuyển cử năm 1994, sự quan tâm của công luận chuyển sang sáng kiến Khế ước với nước Mỹ (Contract with America) đang được đẩy mạnh bởi Chủ tịch Hạ viện Newt Gingrich. Với quốc hội đang ở trong tay của Đảng Cộng hòa, Clinton phải chống đỡ dữ dội để bảo vệ ngân sách, dẫn đến sự tê liệt của chính quyền, vì chính phủ Clinton và quốc hội không đồng ý được với nhau về một biện pháp thoả hiệp.
Trong cuộc bầu cử Tổng thống năm 1996, Clinton tái đắc cử với 49,2% số phiếu phổ thông, ứng viên Đảng Cộng hòa Bob Dole nhận được 40,7% và ứng viên Đảng Cải cách Ross Perot 8,4%, trong khi Đảng Cộng hòa vẫn duy trì quyền kiểm soát quốc hội dù mất một ít ghế.
Clinton xây dựng mối quan hệ công việc thân thiết với Tony Blair, thủ tướng Anh, khi Blair đắc cử năm 1997.
Năm 1999, qua những nỗ lực của Clinton, Hoa Kỳ có được thặng dư ngân sách liên bang lần đầu tiên kể từ năm 1969.
Clinton quan tâm đến các cuộc bạo động xảy ra tại Bắc Ireland; ba lần trong nhiệm kỳ Tổng thống, ông đến thăm Bắc Ireland nhằm cổ vũ cho hòa bình tại vùng đất này. Sự can thiệp của ông giúp thúc đẩy tiến trình giải giới PIRA bắt đầu từ ngày 23 tháng 10 năm 2001.
Năm 2002, một mẫu tin của UPI trình bày những tư liệu được tìm thấy tại Afghanistan cho thấy al-Qaeda đang âm mưu hạ sát Clinton vào lúc cuối nhiệm kỳ của ông.

## Bổ nhiệm

### Nội các
| CHỨC VỤ                               | TÊN                   | NHIỆM KỲ  |
|                                       |                       |           |
| Tổng thống                            | Bill Clinton          | 1993–2001 |
| Phó Tổng thống                        | Al Gore               | 1993–2001 |
|                                       |                       |           |
| Bộ trưởng Ngoai giao                  | Warren M. Christopher | 1993–1997 |
|                                       | Madeleine K. Albright | 1997–2001 |
| Bộ trưởng Ngân khố                    | Lloyd Bentsen         | 1993–1994 |
|                                       | Robert E. Rubin       | 1995–1999 |
|                                       | Lawrence H. Summers   | 1999–2001 |
| Bộ trưởng Quốc phòng                  | Les Aspin             | 1993–1994 |
|                                       | William J. Perry      | 1994–1997 |
|                                       | William S. Cohen      | 1997–2001 |
| Bộ trưởng Tư pháp                     | Janet Reno            | 1993–2001 |
|                                       | Bruce Babbitt         | 1993–2001 |
| Bộ trưởng Nông nghiệp                 | Mike Espy             | 1993–1994 |
|                                       | Daniel R. Glickman    | 1994–2001 |
| Bộ trưởng Thương mại                  | Ronald H. Brown       | 1993–1996 |
|                                       | Mickey Kantor         | 1996–1997 |
|                                       | William M. Daley      | 1997–2000 |
|                                       | Norman Y. Mineta      | 2000–2001 |
| Bộ trưởng Lao động                    | Robert B. Reich       | 1993–1997 |
|                                       | Alexis M. Herman      | 1997–2001 |
| Bộ trưởng Y tế                        | Donna E. Shalala      | 1993–2001 |
| Bộ trưởng Giáo dục                    | Richard Riley         | 1993–2001 |
| Bộ trưởng Gia cư và Phát triền đô thị | Henry G. Cisneros     | 1993–1997 |
|                                       | Andrew Cuomo          | 1997–2001 |
| Bộ trưởng Giao thông                  | Federico F. Peña      | 1993–1997 |
|                                       | Rodney E. Slater      | 1997–2001 |
| Bộ trưởng Công nghiệp và Năng lượng   | Hazel O'Leary         | 1993–1997 |
|                                       | Federico F. Peña      | 1997–1998 |
|                                       | Bill Richardson       | 1998–2001 |
| Bộ trưởng Cựu chiến binh              | Jesse Brown           | 1993–1997 |
|                                       | Togo D. West, Jr.     | 1997–2000 |
|                                       | Hershel W. Gober      | 2000–2001 |

### Tối cao Pháp viện
Clinton bổ nhiệm hai thẩm phán cho Tối cao Pháp viện
- Ruth Bader Ginsburg – 1993
- Stephen Breyer – 1994

## Kinh tế
Trong hai nhiệm kỳ Tổng thống của Clinton, người dân Mỹ hưởng một sự phát triển liên tục về kinh tế, số người thất nghiệp sụt giảm, tài sản gia tăng qua sự tăng giá ào ạt tại thị trường chứng khoán. Mặc dù còn nhiều tranh cãi về nguyên nhân của sự phát triển kinh tế, Clinton có thể tự hào về một số thành tựu sau:
- Hơn 22 triệu chỗ làm mới
- Số người sở hữu nhà tăng từ 64,0% lên đến 67.5%
- Mức thất nghiệp thấp nhất trong 30 năm
- Lợi tức được nâng cao tại mọi mức độ
- Mức thâm hụt ngân sách cao nhất trong lịch sử Mỹ được đảo ngược để trở nên mức thặng dư cao nhất vượt qua con số 200 tỷ đô la
- Chi tiêu của chính quyền thấp nhất tính theo tỷ lệ với GDP kể từ năm 1974
- Số gia đình sở hữu chứng khoán nhiều nhất

Nguyên nhân của sự tăng trưởng vẫn còn đang tranh cãi, nhưng nhiều người cho rằng nhờ kế hoạch tăng thuế vào năm 1993 kéo mức thâm thủng xuống thấp, dẫn đến việc hạ lãi suất, nhờ vậy mà kích cầu và làm gia tăng mức tiêu dùng. Cần biết rằng Chủ tịch Quỹ dự trữ liên bang Alan Greenspan ủng hộ kế hoạch này, trong khi những người chỉ trích Clinton cho rằng sự tăng trưởng là thành quả đến từ Alan Greenspan, chương trình cắt giảm chi tiêu của quốc hội năm 1995 (dưới quyền kiểm soát của Đảng Cộng hòa), những đề xuất của "Hợp đồng với nước Mỹ" và ngay cả kế hoạch giảm thuế của chính phủ Ronald Reagan năm 1980.

## Đối ngoại

Gặp Tổng thống Pháp Jacques Chirac, 17 tháng 6 năm 1999

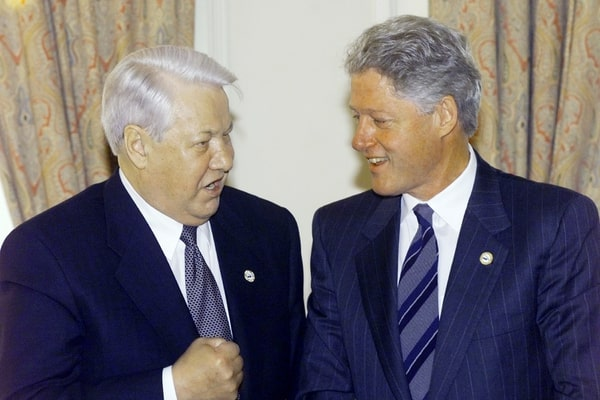
Bill Clinton và Boris Yeltsin, 18 tháng 11 năm 1999

Vài lần Clinton đã gởi quân đến những vùng đất thù nghịch. Năm 1993, quân đội Hoa Kỳ chiến đấu tại Mogadishu để cố bắt giữ lãnh chúa Mohamed Farah Aidid tại Somalia. Năm 1994, Clinton gởi quân đến Haiti để phục hồi chế độ Jean-Bertrand Aristide, chấm dứt một thời kỳ bạo loạn. Aristide đắc cử Tổng thống, nhưng bảy tháng sau lại bị lật đổ trong một cuộc đảo chính vào năm 1997. Quân đội Hoa Kỳ cũng hai lần có mặt tại Kosovo để ngăn chặn những cuộc bạo động giữa các sắc tộc. Thêm vào đó, Clinton đã cho quân đội đột kích vào Iraq vài lần với mục đích trừng phạt chính quyền Saddam Hussein vì vi phạm lệnh cấm vận của Liên Hợp Quốc và vì âm mưu ám sát cựu Tổng thống George H. W. Bush. Tuy nhiên, vì bị ám ảnh bởi sự thất bại và sỉ nhục tại Somalia, Clinton từ chối can thiệp vào Rwanda, lúc đó đang đẫm máu vì những cuộc tàn sát diệt chủng.
Vào tháng 1 năm 1994, chính phủ Clinton gỡ bỏ lệnh cấm vận kinh tế và thương mại đối với Việt Nam; tháng 5 năm 1994, hai bên tuyên bố thiết lập văn phòng liên lạc tại Hà Nội và Washington, D.C.. Mười lăm tháng sau, ngày 15 tháng 7 năm 1995, Clinton tuyên bố thiết lập bang giao đầy đủ với Việt Nam.

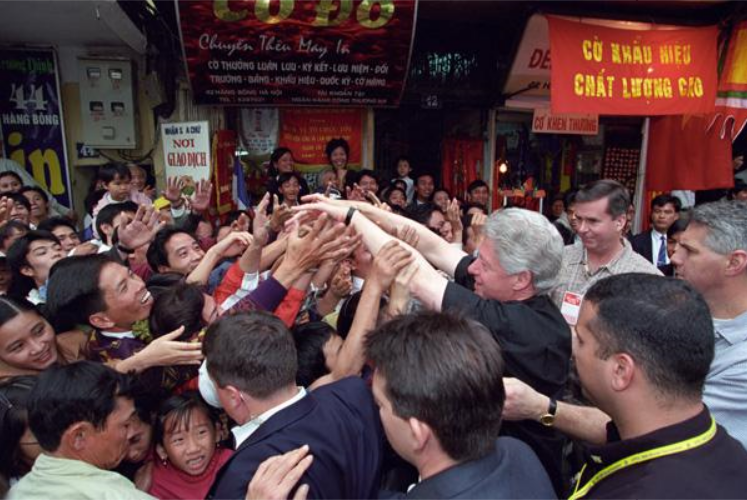
Clinton thăm Hà Nội năm 2000

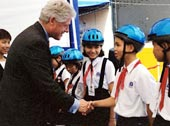
Clinton thăm trẻ em ở Việt Nam năm 2000

Ngày 17 tháng 11 năm 2000, Bill Clinton, cùng với vợ và con gái, Hillary và Chelsea Clinton, bắt đầu chuyến viếng thăm Việt Nam kéo dài bốn ngày. Clinton là Tổng thống Hoa Kỳ đầu tiên đến thăm đất nước "hình chữ S" kể từ lúc chấm dứt cuộc chiến Việt Nam 25 năm trước.
Sau khi rời Nhà Trắng, Clinton cho rằng thành quả ngoại giao lớn nhất của ông là dàn xếp những cuộc đàm phán hòa bình giữa Israel và Palestine, dẫn đến Thoả ước Oslo. Theo Clinton, thất bại lớn nhất trong chính sách đối ngoại của ông là không chịu làm gì khi cuộc bạo động diệt chủng xảy ra tại Rwanda năm 1994. Cùng với Liên hiệp quốc, chính phủ Clinton lúc ban đầu không chịu thừa nhận là cuộc diệt chủng đang xảy ra.

## Luận tội
Clinton, với tư cách là Tổng thống Hoa Kỳ, bị đem ra luận tội ngày 19 tháng 12 năm 1998 bởi Hạ viện. Các cáo buộc là man khai và ngăn cản công lý. Thượng viện tha bổng Clinton vào ngày 12 tháng 2 năm 1999. Một ngày trước khi rời chức vụ, Clinton đồng ý chịu đình chỉ 5 năm giấy phép hành nghề luật tiểu bang Arkansas, như là một phần trong một thoả thuận với công tố viên độc lập nhằm chấm dứt cuộc điều tra. Dựa vào sự đình chỉ này, Clinton đương nhiên bị đình chỉ tại luật sư đoàn toà án tối cao, lần này Clinton quyết định xin rút khỏi luật sư đoàn mặc dù trong thực tế ông chưa bao giờ hành nghề luật tại toà tối cao, cũng không dự tính làm công việc này trong tương lai.

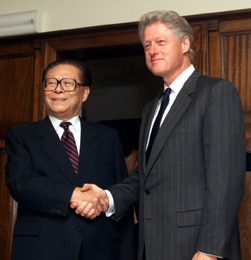
Bắt tay Chủ tịch Giang Trạch Dân, 11 tháng 9 năm 1999

Ngoài chuyện bị luận tội, Nhà Trắng dưới thời Clinton còn là mục tiêu trong nhiều vụ tai tiếng khác. "Travelgate" liên quan đến vụ sa thải các nhân viên văn phòng du lịch tại Nhà Trắng. "Tập tingate" liên quan đến cung cách Nhà Trắng xử lý hàng trăm hồ sơ nhân viên mà không xin phép họ. "Chinagate" dính líu đến các đảng viên Dân chủ nhận những khoản đóng góp bất hợp pháp cho chiến dịch tranh cử; người ta cho rằng số tiền này đến từ chính quyền Trung Quốc. "Pardongate" là chuyện ân xá cho các thành viên của FALN (một tổ chức khủng bố) vào năm 1999, lệnh ân xá cho Marc Rich và những người khác vào ngày cuối cùng của nhiệm kỳ Tổng thống năm 2001.
Tháng 3 năm 1998, Kathleen Willey, một nhân viên Nhà Trắng, cáo buộc Clinton về tội cưỡng bức tình dục. Cũng trong năm 1998, Juanita Broaddrick nói rằng đã bị Clinton cưỡng bức vào năm 1978.

## Uy tín
Là Tổng thống đầu tiên thuộc thế hệ Baby Boomer, Clinton được xem là dấu mốc của sự chuyển đổi từ các Tổng thống thuộc thế hệ Chiến tranh thế giới thứ hai. Với kỹ năng cao trong thuật dụng ngữ nhằm nhấn mạnh vào trọng tâm của chủ đề khi đối thoại, và đi tiên phong trong việc du nhập văn hoá bình dân vào các chiến dịch tranh cử của mình, Clinton thường được miêu tả, một cách tiêu cực, là "Tổng thống MTV". Bất kể những chỉ trích cho rằng sức thu hút của ông đối với giới trẻ là thiếu nền tảng, Clinton giành được đa số phiếu của cử tri thuộc thế hệ trẻ trong cuộc tuyển cử năm 1992.
Clinton rất được yêu thích trong cộng đồng người Mỹ gốc Phi, ông cũng xem việc cải thiện các quan hệ chủng tộc là chủ đề chính cho nhiệm kỳ Tổng thống của mình. Nhà văn Toni Morrison gọi Clinton là "Tổng thống da đen đầu tiên", giải thích rằng "xuất thân của Clinton phô bày mọi đặc điểm của một người da đen tiêu biểu: một cậu bé Arkansas sống trong một gia đình thiếu cha hoặc mẹ, luôn túng thiếu, lao động chân tay, chơi kèn saxophone, thích thức ăn McDonald".
Ảnh hưởng lớn của Hillary Clinton trong chính phủ dẫn đến nhiều chỉ trích nhất nhắm vào một Đệ Nhất Phu nhân kể từ Eleanor Roosevelt. Nhiều người xem Bill và Hillary Clinton là cặp bài trùng chưa từng có trên chính trường nước Mỹ, trong khi nhiều người khác cho rằng chính Hillary, chứ không phải Clinton, là sức mạnh chủ đạo đằng sau bộ máy cầm quyền.

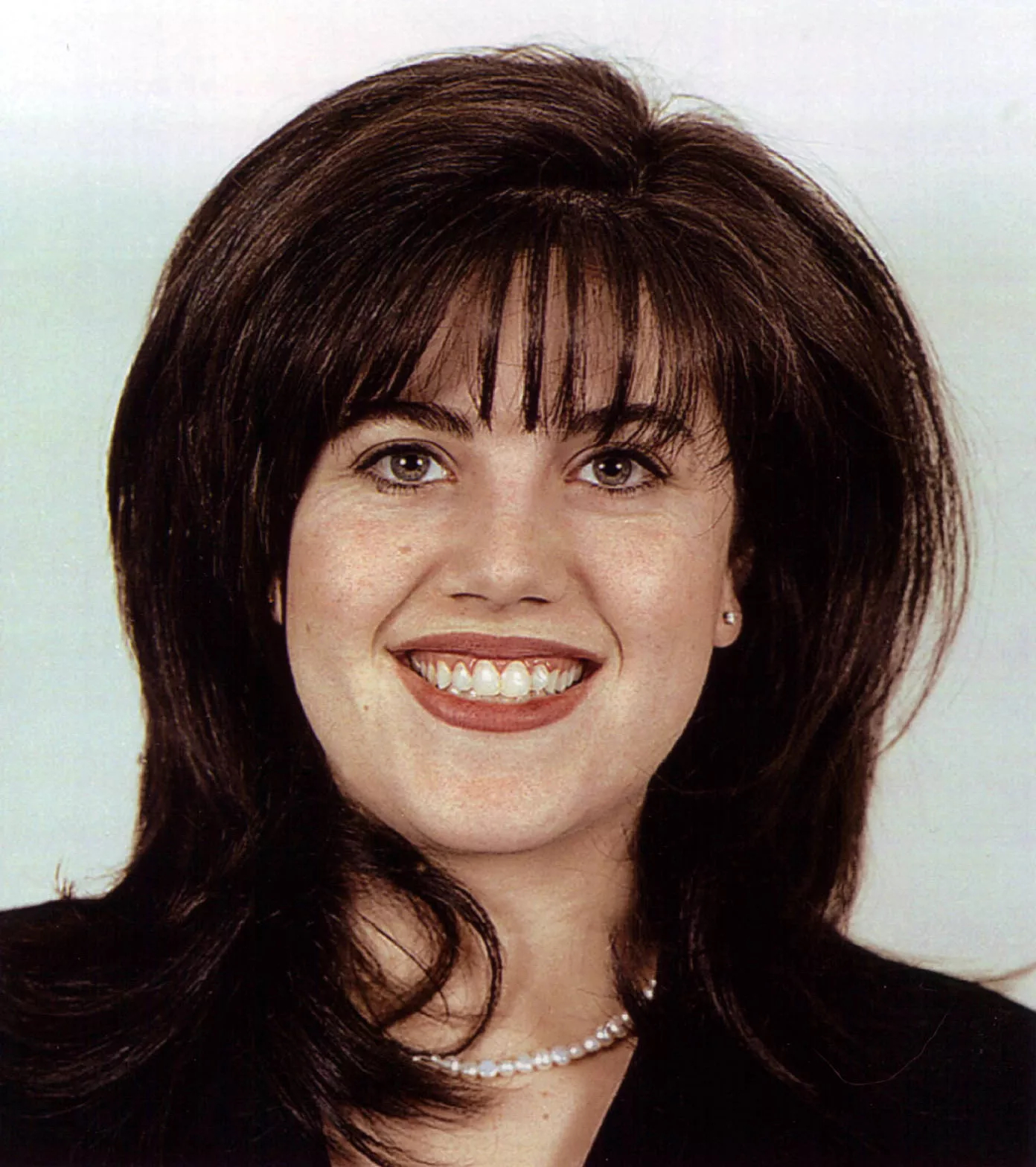
Monica Lewinsky

Sự kiện Clinton từng thử cần sa - được bào chữa cách vụng về là "hút chứ không hít" – làm hoen ố hình ảnh của ông đối với một số cử tri. Clinton ủng hộ án tử hình, giới nghiêm, đồng phục trong trường công, và một số biện pháp khác đi ngược lại quan điểm của những người ủng hộ quyền của giới trẻ, ông cũng đẩy mạnh cuộc chiến chống ma túy.
Từ khi bắt đầu chiến dịch tranh cử Tổng thống năm 1992, đã có nhiều lời đồn đại về vụ ngoại tình của Clinton. Tuy nhiên, điều này được công luận quan tâm khi Paula Jones cáo buộc ông về hành vi quấy rối tình dục. Tiếp bước Paula Jones là Gennifer Flower và Kathleen Willey với những cáo buộc tương tự.
Cuộc sống tình dục của Clinton đã trở thành tâm điểm của công luận vào tháng 1 năm 1998 khi những lời tự sự của Monica Lewinsky, bị ghi âm bí mật bởi Linda Tripp, nói về những kinh nghiệm kích thích dương vật bằng miệng thực hành với Clinton được đưa ra công luận.

## Di sản

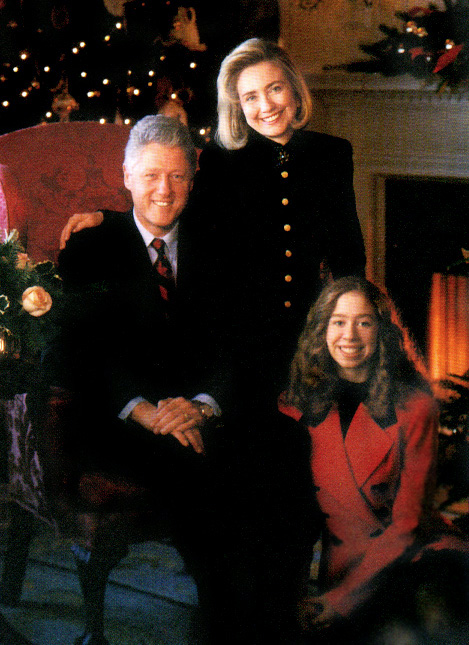
Gia đình Clinton

Những năm cầm quyền của Clinton là giai đoạn phát triển kinh tế lâu dài nhất trong lịch sử hiện đại của Mỹ.
Cùng với Hội đồng lãnh đạo Đảng Dân chủ, Clinton dẫn dắt Đảng Dân chủ tách rời khỏi khuynh hướng thiên tả, hướng về chủ trương trung dung ôn hòa. Suốt trong thập niên 1990, Đảng Dân chủ bị cáo buộc là bỏ rơi các thành trì truyền thống của họ (nghiệp đoàn, giới lao động, các nhóm thiểu số) để chấp nhận khuynh hướng trung hữu, hầu có thể có được những khoản đóng góp từ các tập đoàn và từ những bà mẹ mẫu mực (soccer mom).
Trong mắt của nhiều người Mỹ, những khuyết tật của Clinton về mặt đạo đức đã vấy bẩn lên di sản của ông bất kể những thành quả kinh tế đạt được vào cuối thập kỷ 1990. Cơn sốt giá tại thị trường chứng khoán cùng với tình trạng tham nhũng tại Enron đã làm suy yếu những thành quả kinh tế có được trước đó.
Thêm vào đó là những tranh cãi về các quyết định của Clinton trong chính sách đối ngoại; nhiều người cho rằng chính sách ngoại giao của ông đã tạo ra một môi trường thuận lợi cho phép những tay khủng bố như Osama bin Laden và mạng lưới al-Qaeda chuẩn bị và tổ chức các cuộc tấn công như Sự kiện 11 tháng 9. Cũng vậy, trong mắt của những người chỉ trích ông, Clinton là một Tổng thống dựa vào hình ảnh của mình được khuếch trương trên TV, cùng với khả năng dụng ngữ điêu luyện nhằm che giấu sự thiếu thực chất.

## Mãn nhiệm
Ngày 18 tháng 1 năm 2001, tại Phòng Bầu dục (Oval Office), Clinton đọc bài diễn văn trước toàn thể quốc dân lần cuối cùng, hai ngày trước khi bàn giao cho George W. Bush, con trai của người tiền nhiệm mà Clinton đã đánh bại trong cuộc tuyển cử năm 1992. Hiện nay, ông là hội viên của Câu lạc bộ Madrid.

### Diễn thuyết
Giống các Tổng thống tiền nhiệm, Clinton hoạt động tích cực trong cương vị một diễn giả về các đề tài khác nhau. Trong những chuyến du hành diễn thuyết trên khắp thế giới, Clinton tiếp tục nhận định về những khía cạnh của nền chính trị đương đại. Một trong những chủ đề ông thích đề cập là các giải pháp đa phương nhằm giải quyết các vấn nạn đang thách thức thế giới. Mối quan hệ mật thiết với cộng đồng người Mỹ gốc Phi là điểm nổi bật trong các hoạt động của vị Tổng thống mãn nhiệm với chọn lựa đặt văn phòng của ông tại khu Harlem (một trung tâm văn hóa và doanh nghiệp của người da đen) thuộc Thành phố New York. Tại đây, với sự hỗ trợ từ chồng, Hillary Clinton đã giành được ghế tại Thượng viện Hoa Kỳ đại diện cho tiểu bang New York.
Ngày 26 tháng 7 năm 2004, Clinton đăng dàn diễn thuyết lần thứ năm liên tiếp tại Đại hội Toàn quốc Đảng Dân chủ, sử dung cơ hội này để ủng hộ ứng cử viên John Kerry. Nhiều đảng viên Dân chủ tin rằng đây là một trong những bài diễn văn hay nhất trong lịch sử các kỳ đại hội.
Ngày 9 tháng 12 năm 2005, khi diễn thuyết trước Hội nghị của Liên Hợp Quốc về Thay đổi Khí hậu tổ chức tại Montréal, Clinton công khai phê phán chủ trương của chính phủ Bush về hạn chế khí thải. Trong năm 2006, hai lần Clinton đến thăm Đại học California tại Los Angeles, để cổ xúy cho những sáng kiến liên quan đến bảo vệ môi trường. Lần đầu vào ngày 1 tháng 8 năm 2006, Clinton hội kiến với Tony Blair, Ken Livingstone, Antonio Villaraigosa và Gavion Newsom để quảng bá Nhóm Lãnh đạo về Khí hậu tại các thành phố lớn. Lần sau, ông vận động cho Đề án California 87, về sau đề án này bị bác bỏ.

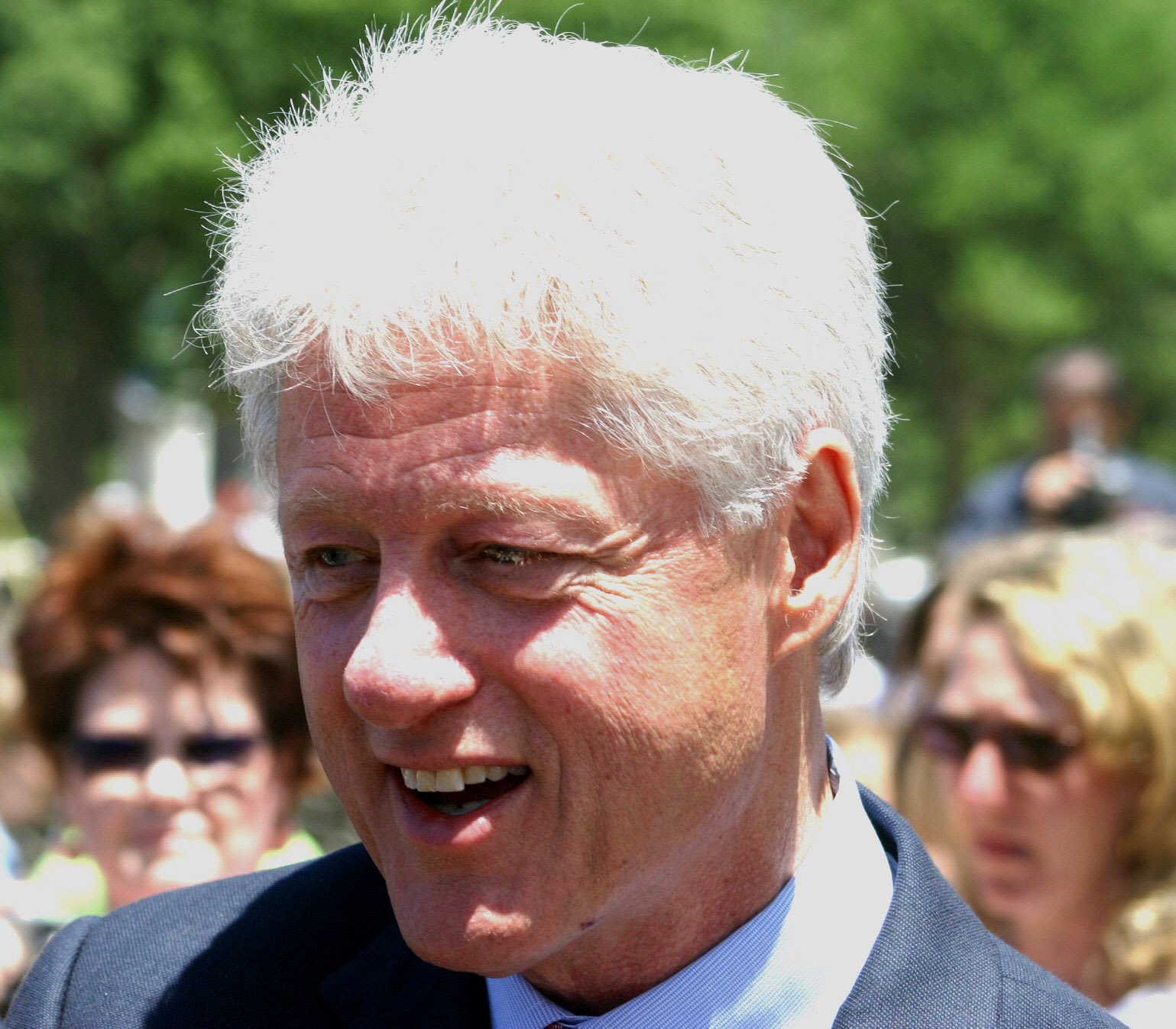
Bill Clinton, năm 2004

Ngày 22 tháng 6 năm 2004, Clinton cho phát hành cuốn hồi ký My Life (Đời tôi), lập kỷ lục ba lần có tên trong danh mục sách bán chạy nhất của Amazon.com. Trong một cuộc phỏng vấn phát trên sóng BBC ngày 23 tháng 6 năm 2004, khi được hỏi về những ảnh hưởng của vụ tai tiếng Monica Lewinsky đối với chức vụ Tổng thống của ông, Clinton thừa nhận ông đã phạm nhiều sai lầm trong thời gian đương chức. Ông cũng nói về triển vọng cho nhiệm kỳ Tổng thống của một Clinton khác khi vợ ông, Hillary Clinton, có thể quyết định ra tranh cử vào năm 2008.
Ngày 18 tháng 11 năm 2004, ông khánh thành thư viện Tổng thống, Trung tâm William J. Clinton, tại Little Rock, tiểu bang Arkansas. Dưới trời mưa, Clinton nhận những lời khen ngợi từ các cựu Tổng thống Jimmy Carter và George H. W. Bush, cũng như Tổng thống đương nhiệm George W. Bush.

### Hoạt động từ thiện
Khi tham dự Diễn đàn Doanh nghiệp Toàn cầu ở Sydney, Clinton ký kết bản ghi nhớ với chính phủ Úc nhằm quảng bá các chương trình phòng chống HIV/AIDS trong khu vực Châu Á-Thái Bình Dương.
Ngày 5 tháng 12 năm 2006, Việt Nam là điểm dừng chân sau cùng của Clinton trong hành trình châu Á thăm các nước bị ảnh hưởng bởi Thảm họa Sóng thần Ấn Độ Dương năm 2004 và thăm các dự án sáng kiến phòng chống HIV/AIDS của Quỹ Clinton. Tại đây, ông ký một biên bản thỏa thuận với Bộ Y tế Việt Nam về việc cung cấp thuốc điều trị và thuốc thử nghiệm HIV cho 1.200 trẻ em nhiễm HIV ở Việt Nam đến cuối năm 2007.
Clinton cũng tham dự một buổi tọa đàm với sinh viên và học sinh Việt Nam về vai trò của thanh niên trong nỗ lực chống HIV/AIDS.

### Tình bạn với George H. W. Bush
Có những dấu hiệu cho thấy mối thân tình đang phát triển giữa hai cựu Tổng thống, Clinton và George H.W. Bush. Sau buổi lễ giới thiệu chân dung Clinton tại Nhà Trắng vào tháng 6 năm 2004, thảm họa sóng thần châu Á, Bão Katrina, và kỳ bầu cử năm 2004, Clinton và Bush đã gặp nhau.
Ngày 3 tháng 1 năm 2005, Tổng thống George W. Bush ủy nhiệm Clinton và George H.W. Bush lãnh đạo chiến dịch toàn quốc trợ giúp nạn nhân thảm họa động đất Ấn Độ Dương năm 2004. Ngày 1 tháng 2 năm 2005, Clinton được Tổng Thư ký Liên Hợp Quốc Kofi Annan mời cầm đầu những nỗ lực của LHQ về cứu trợ và tái thiết sau thảm họa. Năm ngày sau đó, Clinton cùng xuất hiện với Bush trong một chương trình của đài truyền hình Fox biểu thị sự ủng hộ dành cho nỗ lực của hai chính đảng nhằm quyên góp tiền cứu trợ, một hành động mà Bush mô tả là "vượt qua các lằn ranh chính trị". Mười ba ngày sau, cả hai cùng đến thăm những khu vực bị ảnh hưởng.
Ngày 31 tháng 8 năm 2005, sau những thiệt hại nặng nề bởi Cuồng phong Katrina, Clinton lại cộng tác với George H.W. Bush để điều phối các quỹ từ thiện trong khuôn khổ của một chiến dịch đáp ứng các nhu cầu cấp thiết cho nạn nhân.
Ngày 2 tháng 4 năm 2005, cùng với Tổng thống George W. Bush và cựu Tổng thống George H. W. Bush, Bill Clinton tham dự tang lễ của Giáo hoàng John Paul II tại Vatican.

### Sang Bắc Triều Tiên năm 2009
Clinton đã thực hiện một chuyến đi không được thông báo tới Bắc Triều Tiên, mà Hoa Kỳ không có quan hệ ngoại giao, ngày 4 tháng 8 năm 2009. Clinton tới Bình Nhưỡng để đàm phán giải thoát các công dân Mỹ Euna Lee và Laura Ling, đã bị các lực lượng Bắc Triều Tiên bỏ tù do xâm nhập bất hợp pháp nước này từ Trung Quốc khi đang quay một phim tài liệu và tuyên án 12 năm tù. Chuyến thăm Bắc Triều Tiên của ông là chuyến đi thứ hai như thế của một cựu Tổng thống Mỹ, chuyến viếng thăm kia xảy ra khi Jimmy Carter tới nước này năm 1994. Sau khi gặp gỡ với lãnh đạo Bắc Triều Tiên Kim Jong-il, Kim đã ra một lệnh ân xá đặc biệt cho 2 nhà báo Mỹ. Buổi sáng ngày 5 tháng 8, 2 nhà báo được thả và bay về Mỹ với Clinton.

## Tác phẩm
- Between Hope and History (Giữa hi vọng và lịch sử, 1996), chính luận
- My Life (Đời tôi, 2004), hồi kí
- Giving: How Each of Us Can Change the World (2009), ghi chép
- Back to Work (Trở lại công việc, 2011), chính luận
- The President Is Missing (Tổng thống mất tích, 2018), tiểu thuyết viết cùng James Patterson

## Chuyện bên lề
- Bill Clinton vật lộn với thói quen phàm ăn của mình, thói quen này là một trong những nguyên nhân dẫn đến bệnh tim của ông. Năm 2004, ông Clinton đã phải trải qua một cuộc phẫu thuật hở tim. Sau đó, ông phải điều chỉnh chế độ ăn uống để giảm lượng cholesterol trong máu và không lâu sau đó ông trở thành một người ăn chay.
- Tiếng tăm của Clinton lớn đến nỗi đã có một vài cuốn phim và các bài hát "nhái" được sáng tác nói về kỹ năng sử dụng cần sa "hút mà không hít", tính trăng hoa, và bà vợ đầy uy quyền của ông.
- Clinton cao 6 foot, 3 inch (191 cm).
- Clinton theo đạo Baptist
- Roger Clinton, Jr. là một trong số 140 người được ông anh ân xá trong ngày cuối cùng của nhiệm kỳ Tổng thống của Clinton.
- Sau khi mãn nhiệm Tổng thống, ông Clinton đã bị tòa dân sự rút bằng luật sư hành nghề vì tội khai man trong các vụ việc bê bối ngoại tình của mình lúc còn đương nhiệm.
- Trong thời gian diễn ra World Cup 2010, ông tỏ ra là một tín đồ trung thành của đội tuyển bóng đá quốc gia Hoa Kỳ.